# Hannah Bast
Hannah Bast (* 22. April 1970 in Hanau) ist eine deutsche Informatikerin und Hochschullehrerin an der Albert-Ludwigs-Universität Freiburg.

## Leben
Bast studierte von 1988 bis 1994 Mathematik und Informatik an der Universität des Saarlandes. 2000 promovierte sie unter Kurt Mehlhorn mit einer Arbeit zu Prozess-Scheduling. Danach forschte sie am Max-Planck-Institut für Informatik in Saarbrücken sowie an einem Exzellenzcluster der Universität des Saarlandes. 2008 und 2009 arbeitete sie außerdem mit Google in Zürich zusammen. Nachdem sie 2008 einen Ruf an die Universität Mainz abgelehnt hatte, übernahm sie 2009 den Lehrstuhl für Algorithmen und Datenstrukturen an der Albert-Ludwigs-Universität Freiburg. Von 2012 bis 2018 war sie Studiendekanin der Technischen Fakultät in Freiburg, von 2018 bis 2019 war sie Dekanin der Fakultät.
Basts Arbeitsschwerpunkte sind angewandte Algorithmen, zum Beispiel zur Verwaltung von Informationen oder zur Berechnung von Routen. Für ihre Arbeit wurde sie mehrfach ausgezeichnet: Für ihre Dissertation erhielt sie 2000 die Otto-Hahn-Medaille der Max-Planck-Gesellschaft. 2012 wurde sie zusammen mit Peter Sanders und Dorothea Wagner mit einem Google Research Award für ihre Forschung zu Algorithmen für die Routenplanung ausgezeichnet. Außerdem erhielt sie mehrere Lehrpreise. Für die Bundestagsfraktion Bündnis 90/Die Grünen ist sie seit 2018 Sachverständige der Enquete-Kommission Künstliche Intelligenz – Gesellschaftliche Verantwortung und wirtschaftliche, soziale und ökologische Potenziale.

## Auszeichnungen (Auswahl)
- Otto-Hahn-Medaille (2000)
- Dr.-Eduard-Martin Preis (2001)
- Heinz-Billing-Preis (2007), zusammen mit Stefan Funke
- Dr.-Meyer-Struckmann-Wissenschaftspreis (2007)
- Forschungspreis Technische Kommunikation (2008)
- Google Focused Research Award (2012), zusammen mit Peter Sanders und Dorothea Wagner
- Universitätslehrpreis der Albert-Ludwigs-Universität Freiburg (2013)

## Schriften (Auswahl)

### Aufsätze/Monographien
- QLever: A Query Engine for Efficient SPARQL+Text Search, mit Björn Buchhold, CIKM '17: Proceedings of the 2017 ACM on Conference on Information and Knowledge Management, November 2017, Seiten 647–656, doi:10.1145/3132847.3132921 (PDF)
- Efficient SPARQL Autocompletion via SPARQL. Mit Johannes Kalmbach, Theresa Klumpp, Florian Kramer, Niklas Schnelle, Computing Research Repository (CoRR) CoRR abs/2104.14595, 2021 (PDF)
- Provably optimal scheduling of similar tasks. Saarland University, Saarbrücken 2000, DNB 958692629 (gedruckt), DNB 972330828 (digital)

### Herausgeberschaften
- Algorithms for Big Data: DFG Priority Program 1736. Hrsg. mit Claudius Korzen, Ulrich Meyer, Manuel Penschuck. Springer Nature Switzerland, Cham, 2022, ISBN 978-3-031-21534-6 (PDF).